# پوبتسیگ
پوبتسیگ (به آلمانی: Pobzig) یک منطقهٔ مسکونی در آلمان است که در نینبورگ واقع شده‌است. پوبتسیگ ۴۰۱ نفر جمعیت دارد.